# La Dernière Femme
La Dernière Femme (en italià L'ultima donna) és una pel·lícula dramàtica franco-italiana dirigida per Marco Ferreri i estrenada el 1976.
Aquesta nova pel·lícula del director conegut per la seva aura escandalosa des de La Grande Bouffe és un cas d'estudi sobre la dificultat de les relacions de gènere. Gérard, l'enginyer interpretat per Gérard Depardieu, és el pare solter d'un fill. Quan coneix la Valérie, l'educadora interpretada per Ornella Muti, aquesta assumeix el paper de mare del seu fill. Gérard se sent cada cop més exclòs i reduït a la seva sexualitat. Decideix auto-castrar-se.
En aquesta pel·lícula, la nuesa és tractada de manera força oberta; Depardieu apareix nu durant més de dos terços de l'acció, en algunes escenes fins i tot té el seu penis en erecció.

## Argument
Gerard és un enginyer en una fàbrica de Créteil (Val-de-Marne). Abandonat per la seva dona que s'ha sumat a les files del Women's Lib ha de criar sol al seu fill, Pierrot. Obligat a tornar a casa després d'una vaga tècnica, passa a recollir al seu fill en la guarderia quan coneix a Valérie. Aquesta bella puericultora a punt de viatjar a Tunísia amb Michel, un amant ocasional, es compromet a anar-se'n a viure per un temps a l'apartament de Gerard. Les seves relacions sensuals els fan oblidar el caràcter desesperant de l'entorn. Formen una parella. El nen se suma als seus jocs amorosos. Valérie desenvolupa aviat sentiments maternals i posteriorment simpatitza amb Gabrielle que acaba de fer-li una visita amb René, un amic de Gérard. Aviat Valérie, adonant-se que no és més que una dona objecte per a Gérard la gelosia del qual van en augment, es rebel·la i el rebutja. Gérard no accepta el qüestionament, així que el conflicte és inevitable. Per a assegurar la seva virilitat intenta en va seduir a Benïte, una veïna. Després d'una violenta disputa amb Valérie es castra amb un ganivet elèctric.

## Repartiment
- Ornella Muti : Valérie
- Gérard Depardieu : Gérard
- Michel Piccoli : Michel
- Renato Salvatori : René
- Giuliana Calandra : Benoîte
- Zouzou : Gabrielle
- Benjamin Labonnelie : Pierrot
- Nathalie Baye

## Producció
La pel·lícula va ser produïda per Flaminia Produzioni Cinematografiche i Les Productions Jacques Roitfeld per a la seva distribució per Columbia France. El rodatge va tenir lloc de l'1 de setembre al novembre de 1975 a París i Créteil així com al numéro 1 i altres ubicacions del complex petroquímic Total Petrochemicals France SA (abans CDF-Chimie) a la carretera de Carling a Saint-Avold, a Mosel·la per representa rel lloc de treball de Gérard.
Marco Ferreri havia ofert a Romy Schneider un paper en aquesta pel·lícula, especificant que Gérard Depardieu seria la seva parella. En aquell moment, encara no tenia un guió acabat, cosa que va repel·lir a Schneider, qui va decidir abandonar el projecte.
Per al seu paper Gérard Depardieu va haver d'engreixar 15 quilos abans del rodatge.

## Reconeixements

### Premis César
| Any  | Categoria    | Nominat          | Resultat |
| ---- | ------------ | ---------------- | -------- |
| 1977 | Millor Actor | Gérard Depardieu | Nominat  |